# Bahrajn
Bahrajn, plným názvem Království Bahrajn, je ostrovní stát v jihozápadní Asii. Nachází se v Perském zálivu a tvoří ho malé souostroví, které se skládá z 50 přírodních ostrovů a dalších 33 umělých ostrovů. Jeho centrem je Bahrajnský ostrov, který představuje přibližně 83 % rozlohy země. Bahrajn leží mezi Katarem a severovýchodním pobřežím Saúdské Arábie, se kterou je spojen mostem krále Fahda. Souostroví je převážně nížinné, rovinaté, podnebí je pouštní, v létě horké a v zimě velmi mírné. Bahrajn se dělí na 4 guvernoráty, na ploše necelých 800 km² žije 1,5 milionu obyvatel, je tedy třetím nejmenším státem podle rozlohy v Asii a třetí nejhustěji zalidněnou samostatnou zemí na světě. Hlavním a největším městem je Manáma. Necelá polovina obyvatel jsou bahrajnští státní příslušníci a zbytek cizinci. Celkem 53 %  obyvatel jsou Arabové, 43 % tvoří Asiaté, úředním jazykem je arabština. Skoro 90 % jsou muslimové a 4 % křesťané.  
Bahrajn byl přibližně v roce 3000 let př. n. l., centrem starověké dilmunské civilizace. Již od starověku byl proslulý lovem perel, které byly až do 19. století považovány za nejlepší na světě. Bahrajn byl také jedním z prvních míst, která byla ovlivněna islámem, a to ještě za Mohamedova života v roce 628 n. l. Po období arabské nadvlády vládla Bahrajnu od roku 1521 do roku 1602 Portugalská říše, kterou vyhnal íránský šáh Abbás Veliký ze Safavidské říše. V roce 1783 se Bani Utbah a spojenecké kmeny zmocnily Bahrajnu od Nasra al-Madhkura a od té doby mu vládne královská dynastie Ál Chalífa s Ahmadem al Fatehem jako prvním bahrajnským hakimem.
Koncem 19. století se Bahrajn na základě postupných smluv s Brity stal protektorátem Spojeného království a v roce 1971 vyhlásil nezávislost. Bahrajn, který byl dříve emirátem, byl v roce 2002 prohlášen za polokonstituční monarchii a článek 2 nově přijaté ústavy stanovil šaríu za hlavní zdroj práva.V roce 2011 zažila země protesty inspirované regionálním arabským jarem. Bahrajnská vládnoucí sunnitská muslimská královská rodina  Ál Chalífa byla kritizována za porušování lidských práv skupin včetně disidentů, představitelů politické opozice a šíitských muslimů.
Bahrajn je unitární polokonstituční monarchií, její hlavou je král a zákonodárným orgánem je dvoukomorové Národní shromáždění. Bahrajn rozvinul jednu z prvních post-ropných ekonomik v Perském zálivu, což je výsledkem desetiletí investic do bankovního sektoru a cestovního ruchu; v hlavním městě země má zastoupení mnoho největších světových finančních institucí. Světová banka ji uznává jako ekonomiku s vysokými příjmy. V indexu lidského rozvoje se umístil na 38. místě. Bahrajn je členem Organizace spojených národů, Hnutí nezúčastněných zemí, Ligy arabských států, Organizace islámské spolupráce a Rady pro spolupráci v Perském zálivu, a také partnerem pro dialog Šanghajské organizace pro spolupráci.

## Historie

### Starověk

Na ostrově Bahrajn se nachází přibližně 350 000 starověkých pohřebních mohyl

Hlavní ostrov souostrovního státu Bahrajnu byl odtržen od Arabského poloostrova kolem roku 6000 př. n. l. Dozajista byl obydlen již od prehistorických dob. Ostrovy Bahrajnu se poprvé zapsaly do historie asi roku 3000 let př. n. l., jako centrum významné starověké říše. Byla to civilizace nazývaná Dilmun, která se objevila někdy během doby bronzové a trvala více než 2000 let. Ze sumerské mytologie je zřejmé, že území dnešního Bahrajnu, bylo pro Sumery zaslíbeným rájem a lidé tzv. obeidské kultury a později sumerská města Eridu a Ur s ním udržovali čilé styky. O Dilmunu se zmiňuje nejstarší literární světová památka Epos o Gilgamešovi.
Dilmun se stal středem obchodu, a to především díky svému umístění podél obchodní cesty, spojující Mezopotámii s úrodným údolím řeky Indus (dnešní Indie a Pákistán). Doba jeho úpadku je datována do období úpadku civilizace v údolí Indu v polovině 2. tis. př. n. l. Rozpad údolní říše způsobil pokles důležitosti obchodní cesty přes Bahrajn, což zapříčinilo jeho pomalý zánik. Pokles pokračoval postupně i následující století. V 8. stol. se objevuje zmínka o Dilmunu jako o vazalském státu Asýrie a asi roku 600 př. n. l. se stává součástí babylonského impéria. Dilmun se v době svého rozmachu těšil značné síle a vlivu, i když nelze přesně určit v jaké míře. Není pochyb o tom, že kdysi dilmunská civilizace ovládala velkou oblast západní části pobřeží Perského zálivu (dnešní východ Saúdské Arábie). A zde se naskýtá otázka, jak daleko na jih byl pociťován vliv říše Dilmun. V různých dobách své existence rozšířila svůj vliv zřejmě na sever až ke Kuvajtu a do vnitrozemní oázy Al-Hasa v dnešní Saúdské Arábii.
O období mezi pohlcením dilmunské civilizace Babylonskou říší a příchodem Nearcha, generála armády Alexandra Velikého, nejsou prakticky žádné zmínky. Nearchos založil kolonii na ostrově Failaka na konci 4. století př. n. l. Je známo, že právě on prozkoumal jih Zálivu i Bahrajn. Od dob Nearcha do doby příchodu islámu v 7. století n. l. byl Bahrajn znám pod řeckým jménem Tylos. 600 let mezi 3. stoletím př. n. l. a 3. stoletím n. l. byl Tylos prosperujícím státem. Dokladem je list, napsaný kolem 1. století n. l., který se zmínil o státě Tylos, slavném pro jeho perly. Během těchto let byl Bahrajn ovlivněn a často byl přímo ovládán různými perskými civilizacemi. Ve 4. století n. l. byly ostrovy vskutku formálně připojeny k sasánovské Perské říši. Zajímavé je, že během 3. nebo 4. století mnozí obyvatelé projevovali zájem o přijetí nové křesťanské víry. Faktem je, že právě v Bahrajnu a v arabské části Zálivu byla založena nestoriánská odnož křesťanství.[zdroj?] Církevní záznamy ukázaly, že Bahrajn se stal sídlem dvou z pěti nestoriánských biskupství existujících na arabské straně Zálivu v době zrodu islámu. Je nejisté, kdy přesně byla biskupství zrušena, i když je známé, že přežila přinejmenším až do roku 835.

### Od příchodu islámu k Chalífovcům
Obyvatelé Bahrajnu jsou velmi pyšní na skutečnost, že oni byli jednou z prvních oblastí uvnitř pevninské Arábie, která přijala islám. Stalo se tak zcela mírumilovně. V roce 640 prorok Mohamed poslal dopis vládci Bahrajnu, v kterém mu nabízel přijetí islámu. Ať byly důvody jakékoli, islám přijal v krátké době a následující dvě století společně žili v Bahrajnu mírumilovně muslimové (jednoznačně zde převažoval šíitský směr islámu, především kvůli perským vlivům) i křesťané. Dokonce i v dnešní době má Bahrajn malou skupinu původních křesťanů.
Bahrajn byl součástí obou chalífátů – umajjovského i abbásovského. Během tohoto období se úspěšně rozvíjel a stal se důležitou zastávkou na obchodních cestách mezi Irákem a Indií. Po zániku chalífátu Abásovců a vpádu Mongolů se situace zhoršila; i po vymanění se zpod mongolské nadvlády byl Bahrajn zmítán hádkami a malichernými spory mezi šejchy v Zálivu, kteří mezi sebou neustále bojovali. V roce 1487 dočasně ovládli ostrov Ománci a na blízkém vedlejším ostrově Muhárrak vystavěli pevnost Arad. Dva roky předtím navštívil Bahrajn portugalský cestovatel Duarte Barbosa a pravděpodobně od něj pochází povědomí Portugalců o výnosných nalezištích kvalitních a velkých perel. Touha zmocnit se těchto nalezišť nakonec vedla roce 1521 k invazi Portugalců na Bahrajn a okolní území. Portugalci zde vládli do r. 1602, kdy byli vyhnáni povstáním obyvatel. Poté požádal Bahrajn Peršany o ochranu a ti rádi vyhověli.
Na Peršanech pak ostrov v roce 1783 dobyl sunnitský rod Chalífovců (Al Chalífa), původem z Kataru a Nadždu. Kromě krátkého intermezza v letech 1799–1811 zůstal tento rod u moci až dodnes. Ovšem soužití sunnitské dynastie (a menšiny obyvatel) se šíitskou většinou zůstává jedním ze základních státoprávních problémů této země.

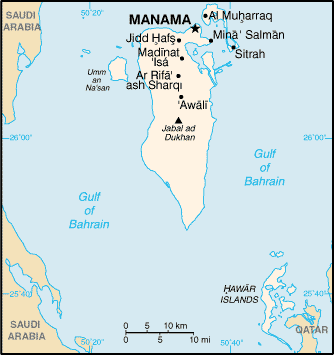
Mapa Bahrajnu

### Moderní dějiny
Od počátku 19. století stoupal zájem Velké Británie o oblast Perského zálivu. Roku 1820 přiměli Britové šejka Abdalláha ibn Ahmada k podepsání Všeobecné smlouvy o míru v Perském zálivu, jež měla omezit pirátství. Roku 1861 se pak Bahrajn dostal pod britskou „ochranu“ (protektorát), která trvala až do roku 1971. V roce 1956 došlo k protibritskému povstání, které bylo sice potlačeno, ale Írán si začal činit nároky na jeho území a následujícího roku dokonce prohlásil Bahrajn za svou provincii (svého nároku se vzdal až v roce 1970). Přesto zůstal Bahrajn pod kontrolou Velké Británie až do roku 1968, kdy byla dohoda o protektorátu po vzájemné domluvě mezi oběma zeměmi zrušena. Bahrajn se poté účastnil snah o vytvoření svazu arabských emirátů v Zálivu. Toto úsilí však nemělo úspěch a tak 15. srpna 1971 Bahrajn vyhlásil úplnou nezávislost. Od roku 1971 je v Bahrajnu americká vojenská základna.

#### Nezávislost
Šejk Isa ibn Salmán Al Chalífa se stal emírem (jeho syn se roku 2002 prohlásil králem) a ministerským předsedou nově utvořeného státu. V témže roce vstoupil Bahrajn do Ligy arabských států. V roce 1975 bylo rozpuštěno Národní shromáždění a emír se stal absolutním vládcem (Státní bezpečnostní rada neboli vláda byla jmenována jím samotným). Trvá napětí mezi šíitskou většinou, která požadovala a požaduje zavedení parlamentní demokracie a sunnitskou vládou v čele s šejkem, kteří preferují sbližování se Saúdskou Arábií a Spojenými státy americkými. V prosinci 1981 došlo k pokusu o státní převrat. V roce 1991 byla podepsána dohoda o vojenské spolupráci s USA.

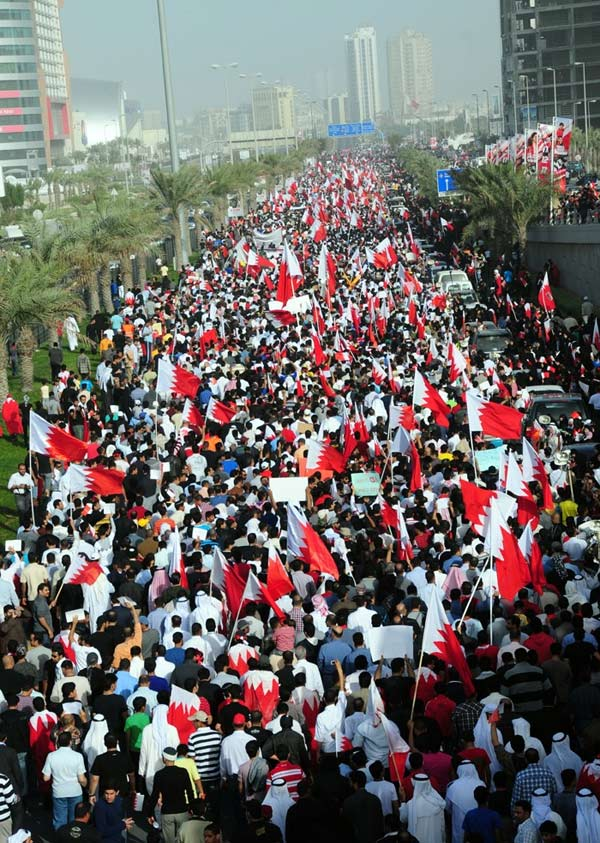
Prodemokratické protesty v Bahrajnu v roce 2011 byly tvrdě potlačeny

Od roku 1994, kdy skončily útoky na hotely a restaurace, byla v Bahrajnu dosažena relativní stabilita.
Dlouholetý územní spor s Katarem o ostrovy Hawár u západního pobřeží Kataru rozhodl v roce 2001 Mezinárodní soudní dvůr v Haagu ve prospěch Bahrajnu.

### Události od roku 2011
V únoru roku 2011 došlo v Bahrajnu v rámci Arabského jara k prvním protestům proti autoritářskému režimu. Vláda proti protestujícím tvrdě zakročila, proti nim použila i střelné zbraně, několik desítek lidí bylo zastřeleno. Na potlačení povstání se podílely vojenské síly Rady pro spolupráci arabských státu v Zálivu, zejména Saúdské Arábie. Saúdskoarabské jednotky provedly v březnu 2011 přímou intervenci na straně sunnitského vládnoucího rodu Ál Chalífa, 14. března 2011 projížděly V Bahrajnu saúdskoarabské obrněné tanky pod hesly pomoci bratrskému státu proti podvratným silám, inspirovaným Íránem. V tak malém a politicky přehledném státě jako je Bahrajn  se s „bratrskou pomocí“  několika tankových a motostřeleckých  praporů podařilo situaci zvládnout za několik dní a aktivisty šíitské opozice fyzicky zlikvidovat nebo jinak „eliminovat“. S pochopením ji sledovali i západní spojenci Saúdské Arábie. Arabské jaro do této země v tak vyhraněné podobě nedorazilo, ačkoliv se toho leckdo obával.  Řada lidí byla zatčena a odsouzena a protestující studenti vyloučeni ze škol. Byl vyhlášen výjimečného stavu, který následně v červnu 2011 zrušen. Od té doby však protesty dále pokračovaly, vláda používala k potlačování demonstrací slzný plyn a gumové projektily. V dubnu 2012 musela být při konání závodů Formule 1 přijata rozsáhlá bezpečnostní opatření kvůli hrozícím demonstracím a protestům.
Nepokoje v Bahrajnu pokračovaly za nezájmu sdělovacích prostředků i v letech 2012 a 2013.

## Státní symboly

### Vlajka
Bahrajnská vlajka je tvořena listem o poměru stran 3:5 a skládá se z bílého pruhu v žerďové části (1/4 délky listu), který je od červené plochy listu oddělen pěti bílými trojúhelníky, které tvoří pilovitě klikatou čáru (délka zubů je 3/20 délky listu).

### Znak
Bahrajnský státní znak kopíruje podobu státní vlajky – na červeném štítu je pět bílých zubů, představujících pět pilířů islámu. Původní verze znaku obsahovala pouze tři červené zuby.

## Geografie

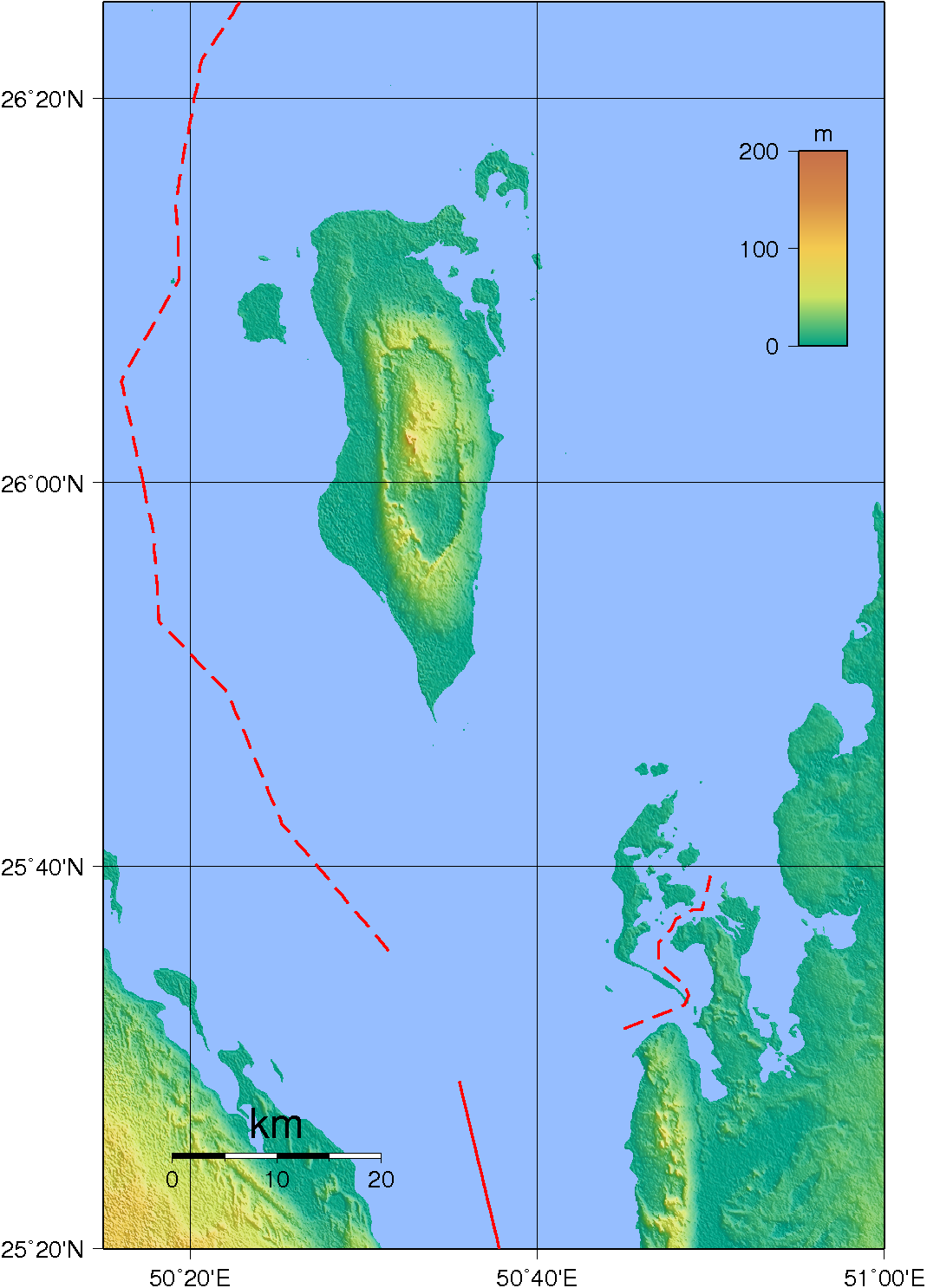
topografická mapa Bahrajnu

Bahrajn je obecně rovinaté a aridní souostroví v Perském zálivu. Skládá se z nízké pouštní roviny, která se mírně zvedá do nízkého centrálního srázu s nejvyšším bodem 134 m vysokým Džabal ad-Duchánem (Kouřovou horou) . Bahrajn měl celkovou rozlohu 665 km2, ale v důsledku rozšiřování území na úkor moře se plocha zvětšila na 787 km2.
Často je popisován jako souostroví 33 ostrovů, rozsáhlé zábory moře to však změnily; do srpna 2008 se počet ostrovů a ostrovních skupin zvýšil na 84. Bahrajn nemá společnou pozemní hranici s jinou zemí, ale má 161 km pobřeží. Země si také nárokuje dalších 22 km pobřežního moře a 44 km přilehlé zóny. Největšími ostrovy Bahrajnu jsou Bahrajnský ostrov, Hawárské ostrovy, ostrov Muharraq, Umm an Nasan a Sitra. Mezi přírodní zdroje země patří velké množství ropy a zemního plynu a také ryby v pobřežních vodách. Orná půda tvoří pouze 3 % celkové rozlohy.
Přibližně 92 % Bahrajnu pokrývá poušť s pravidelnými suchy a prachovými bouřemi, které jsou pro Bahrajňany hlavním přírodním nebezpečím. Lesní porosty tvoří v Bahrajnu přibližně 1 % celkové rozlohy, což odpovídá 700 hektarům lesa v roce 2020, oproti 220 ha v roce 1990. K roku 2015 se uvádělo, že 100 % lesní plochy je ve veřejném vlastnictví.
V Bahrajnu panuje pouštní podnebí. Bahrajn má dvě roční období: extrémně horké léto a relativně mírnou zimu.V letních měsících, od dubna do října, dosahují odpolední teploty v průměru 40 °C a v květnu, červnu a červenci až 46 °C. Kombinace velkého horka a vysoké vlhkosti vzduchu činí toto období nepříjemným. V létě navíc horký a suchý jihozápadní vítr  pravidelně unáší písečná mračna přes neúrodný jižní cíp Bahrajnu směrem k Manámě. V zimních měsících, od listopadu do března, se teploty zmírňují a pohybují se v rozmezí 10 až 20 °C.  Vlhkost vzduchu však v zimě často stoupá nad 90 %, od prosince do března převládají větry ze severozápadu, které nad ostrovy přinášejí vlhký vzduch. Průměrný roční úhrn srážek je 72 milimetrů, obvykle v zimních měsících.Na žádném z ostrovů nejsou stálé řeky ani potoky. Zimní deště obvykle přicházejí v krátkých přívalových deštích, které zaplavují mělké vádí, jež je po zbytek roku suché, a ztěžují dopravu. Jen málo dešťové vody se ukládá na zavlažování nebo pití. V severní části Bahrajnu a na přilehlých ostrovech se však nachází četné přírodní prameny a podzemní sladkovodní ložiska. Tyto prameny již od starověku přitahovaly na souostroví osadníky. Navzdory rostoucímu zasolování zůstávají prameny pro Bahrajn důležitým zdrojem pitné vody. Od počátku 80. let 20. století však odsolovací zařízení, díky nimž je mořská voda vhodná pro domácí a průmyslové využití, zajišťují přibližně 60 % denní potřeby vody.
Mezi problémy životního prostředí, kterým Bahrajn čelí, patří dezertifikace v důsledku degradace omezené orné půdy, degradace pobřeží (poškození pobřeží, korálových útesů a mořské vegetace) v důsledku úniků ropy a dalších vypouštění z velkých tankerů, ropných rafinérií, distribučních stanic a nelegální rekultivace půdy v místech, jako je záliv Tubli. Nadměrné využívání vodonosné vrstvy Dammamu, hlavní vodonosné vrstvy v Bahrajnu, zemědělským a domácím sektorem vedlo k jejímu zasolení přilehlými brakickými a slanými vodními plochami.

## Politika

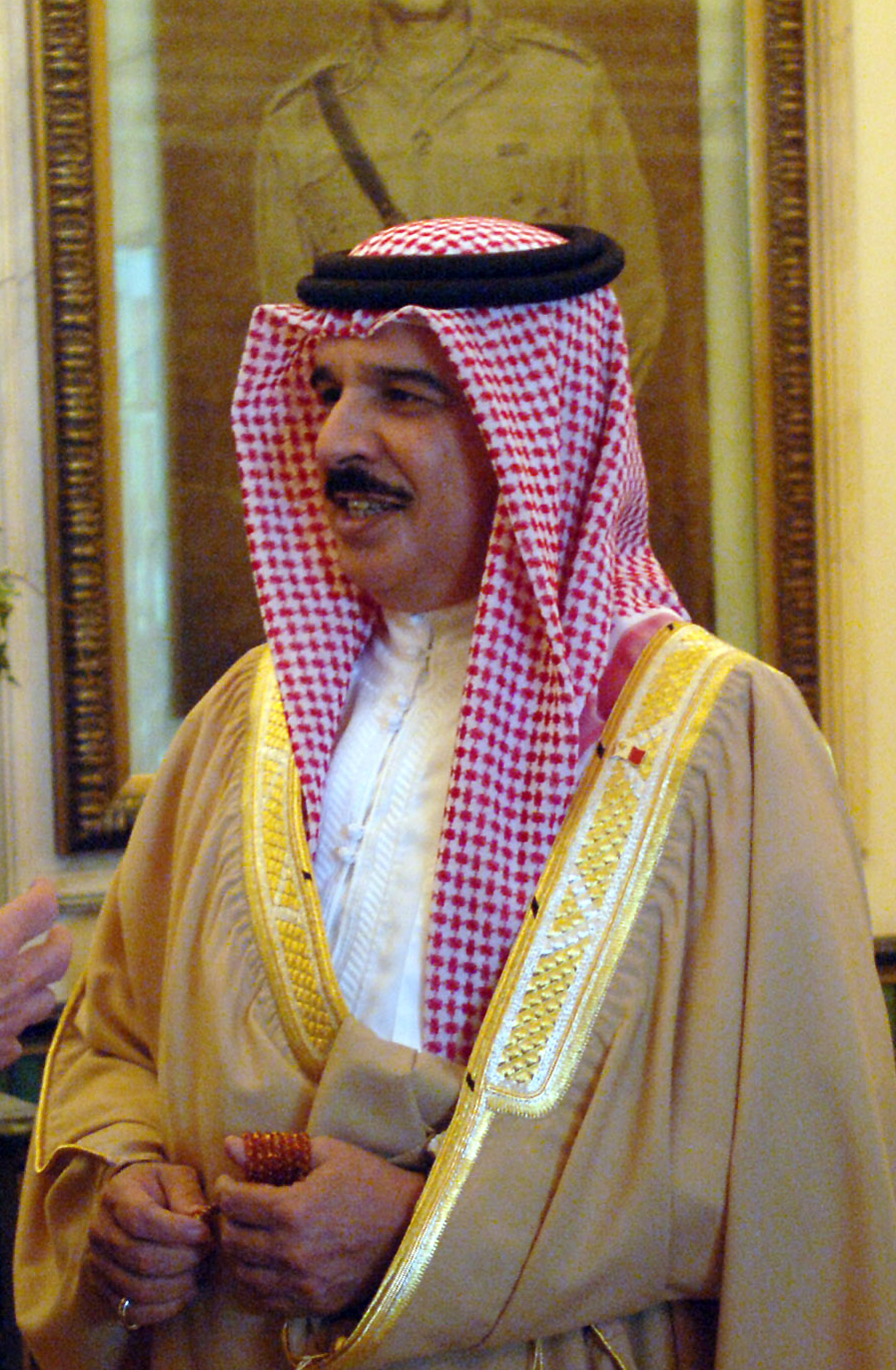
šajch Hamad bin Ísá Ál Chalíf, král Bahrajnu

Bahrajn pod vládou dynastie Ál Chalífa je polokonstituční monarchií, v jejímž čele stojí král šajch Hamad bin Ísá Ál Chalífa. Král Hamad má rozsáhlé výkonné pravomoci, které zahrnují jmenování předsedy vlády a jeho ministrů, velení armádě, předsedání Vyšší soudní radě, jmenování horní komory parlamentu a rozpouštění jeho volené dolní komory. V roce 2010 tvořila přibližně polovinu kabinetu rodina Al Chalífa.
Politika se od roku 2002 odehrává v rámci konstituční monarchie, kde vládu jmenuje král.V čele vlády stojí od roku 2020 korunní princ Salmán bin Hamad Ál Chalífa, který se stal premiérem po smrti Chalífy bin Salmána Al Chalífy a který je také zástupcem velitele bahrajnských obranných sil. Parlament je dvoukomorový, Rada reprezentantů je volena ve všeobecných volbách a Poradní rada (nazývaná také Rada šúra) je jmenována přímo králem.  
V Bahrajnu sídlí velitelství 5. americké flotily, která dohlíží na vody kolem Perského zálivu.

## Ekonomika

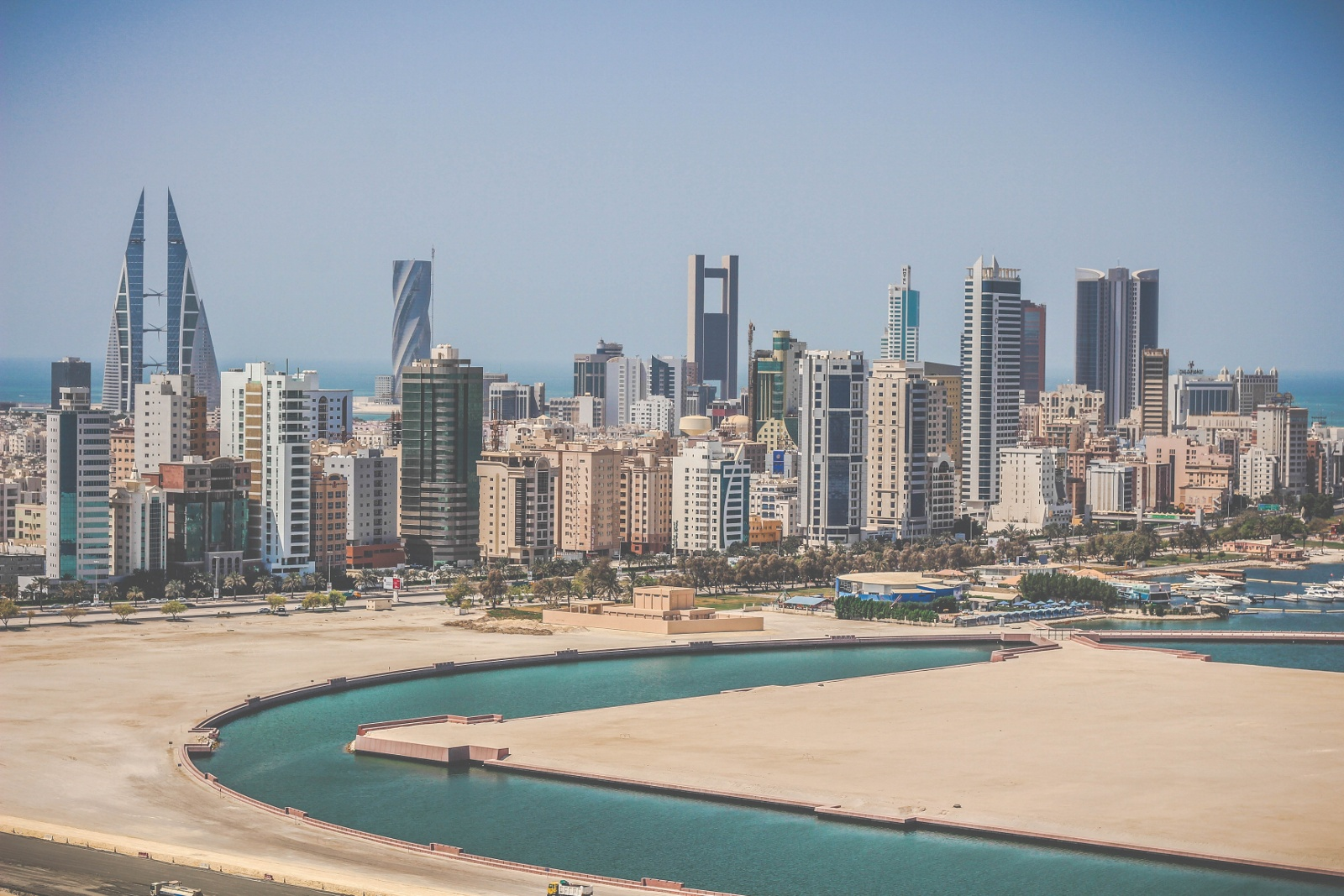
Manáma - hlavní město Bahrajnu

Bahrajnská ekonomika prochází obdobím mohutného hospodářského růstu. Ten je však založen především na těžbě ropy, která tvoří 60 % exportu a státních příjmů země. Hrubý domácí produkt  na 1 obyvatele činí 29 893 amerických dolarů (2025). Bahrajn je také důležitým mezinárodním finančním centrem Blízkého východu.
V červnu 1932 bylo v Bahrajnu objeveno velké množství ropy. Je to důležité ze dvou důvodů: za prvé to byl první objev ropy na arabské straně Zálivu vůbec a za druhé se tak stalo současně se zhroucením světového trhu s perlami. Protože byl Bahrajn prvním státem Zálivu, který objevil ropu, těšil se také jako první z výhod, které přišly zároveň s výnosy – to se odrazilo ve zlepšení vzdělání a zdravotní péče. Zásoby ropy v Bahrajnu jsou docela malé a ve srovnání se standardy ostatních zemí Zálivu je produkce ropy spíše symbolická. Bahrajn tak nemá příliš zdrojů pro rychlejší rozmach.
Bahrajn je jednou z nejoblíbenějších turistických destinací na Blízkém východě. V roce 2024 navštívilo Bahrajn přibližně 15 milionů zahraničních návštěvníků převážně z arabských států ležících na pobřeží Perského zálivu.
Země nedávno ohlásila své plány na stavbu jaderné elektrárny.

## Obyvatelstvo
K roku 2023 žilo v Bahrajnu 1,5 milionu obyvatel, z toho 47 %  (710 tisíc) Bahrajnci a 53 % (790 000) cizinci. Je výrazný nárůst oproti roku 2007, kdy počet obyvatel Bahrajnu poprvé překročil hranici jednoho milionu. Ačkoli většinu obyvatelstva tvoří lidé z Blízkého východu, v zemi žije i značný počet lidí z jižní Asie. Například v roce 2008 žilo v Bahrajnu přibližně 290 000 indických státních příslušníků, což z nich činí největší komunitu emigrantů v zemi, z nichž většina pochází z jihoindického státu Kérala Bahrajn je třetím nejhustěji osídleným suverénním státem na světě s hustotou zalidnění 1 864 osob na km2 v roce 2023. Větší hustotu zalidnění mají pouze městské státy, Monako a Singapur. Velká část tohoto obyvatelstva je soustředěna na severu země, přičemž nejméně hustě osídlenou částí je jižní guvernorát. Sever země je natolik urbanizovaný, že jej někteří považují za jednu velkou metropolitní oblast.

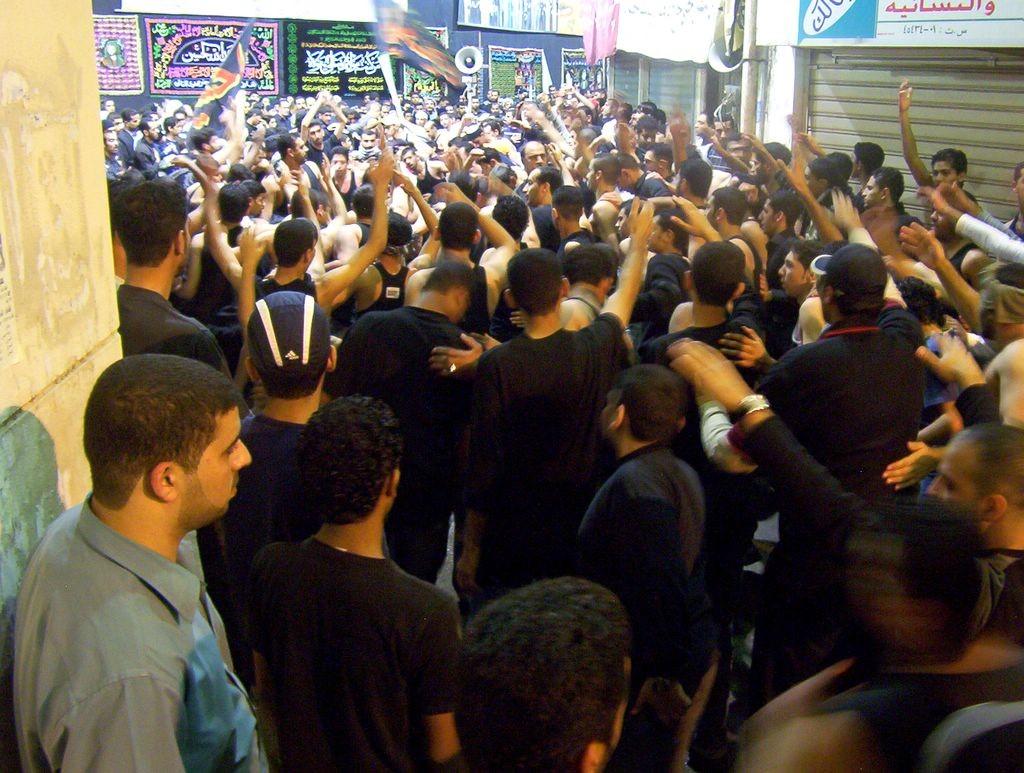
Šíitští muslimové v Bahrajnu

Státním náboženstvím v Bahrajnu je islám a většina Bahrajnců jsou muslimové. Většina bahrajnských muslimů jsou sunnité, podle nedávných odhadů tvoří 51% většinu a šíitští muslimové 49% menšinu. Dříve to byla jedna ze tří zemí na Blízkém východě, kde měli šíité většinu, dalšími třemi zeměmi byly Ázerbájdžán, Irák a Írán, i když s příchodem sunnitských migrantů se však sunnité stali většinou. Neoficiální zdroje odhadují, že 55 % obyvatel jsou sunnité a 45 % šíité.  Asi 14 % obyvatel tvoří křestané, 10 % hinduisté a 3 % buddhisté.   
Článek 22 bahrajnské ústavy stanoví svobodu svědomí, svobodu a nedotknutelnost vyznání a svobodu vykonávat náboženské obřady a pořádat náboženské průvody a shromáždění v souladu se zvyky dodržovanými v zemi, pokud nejsou namířeny proti islámu.

## Kultura

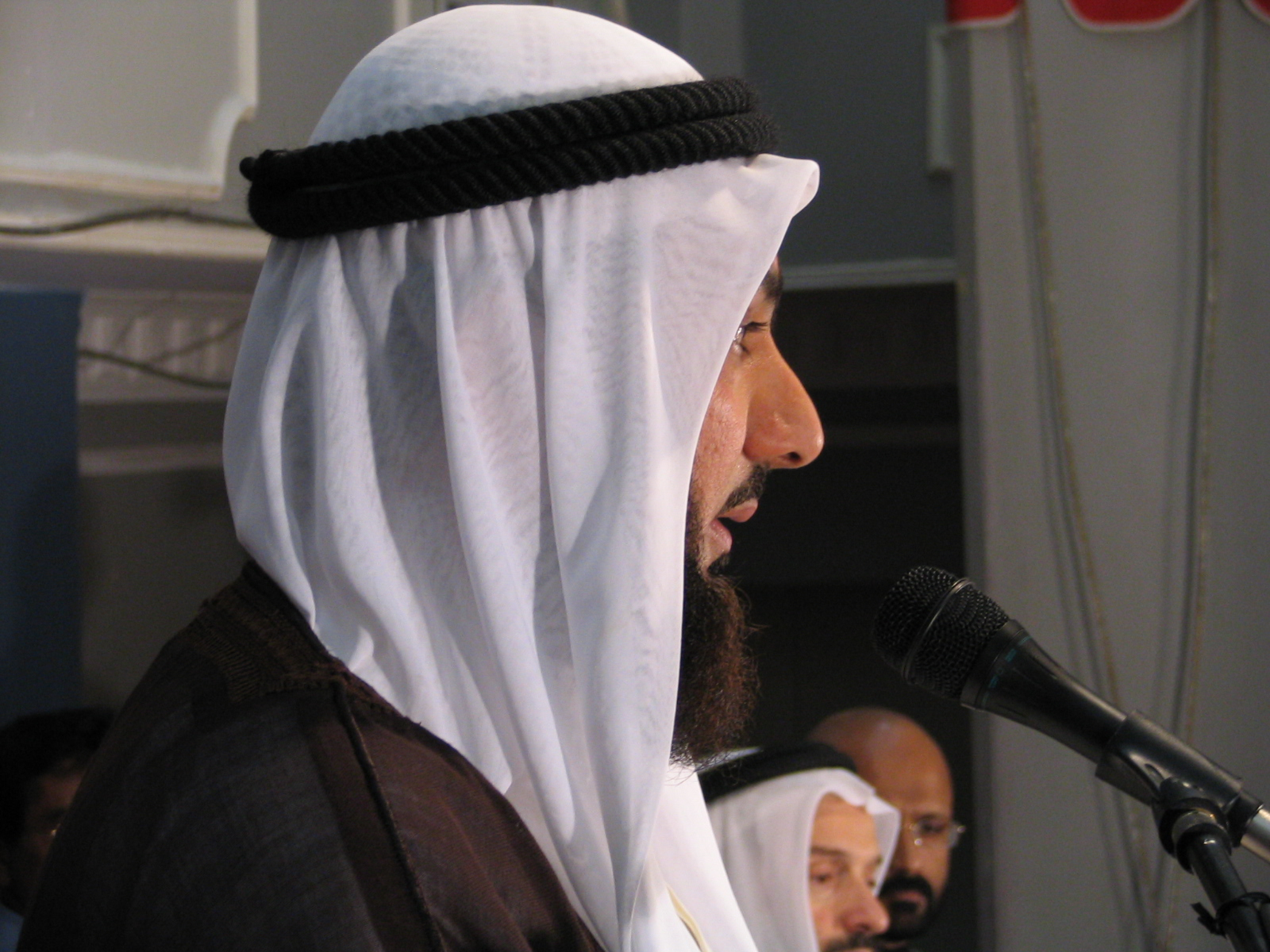
Bahrajnský muž s ghutrou a agalem

Tradičním oděvem bahrajnských žen je abája, dlouhé volné černé šaty, které se nosí spolu s černou látkou na hlavě zvanou hidžáb. Tradičním oděvem bahrajnských mužů je thawb a tradiční pokrývka hlavy, která zahrnuje kefíju a agal. Thawb je volný oděv s dlouhým rukávem a délkou ke kotníkům. Letní oděv je bílý a vyrobený z bavlny, zimní je černý a vyrobený z vlny. Ghutra je čtvercový šátek vyrobený z bavlny, který se skládá do trojúhelníku a nosí se přes kefíju. V Bahrajnu je obvykle černobíle kostkovaná nebo bílá. V Bahrajnu výběr barvy nehraje žádnou společenskou roli, přestože v jiných zemích v Perském zálivu tomu tak není. 
V arabštině v Bahrajnu vychází několik týdeníků a deníků. Patří mezi ně například Akhbár al-Chalídž, Al-Ajjám, Al-Vakt a jedny z nejčtenějších novin v Bahrajnu Al-Vasat (v roce 2011 u nich denní náklad dosahoval 15 tisíc). Méně novin je v zemi vydáváno v angličtině. Patří mezi ně Gulf Daily News a Daily Tribune. Většina tisku je v soukromém vlastnictví a nepodléhá cenzuře, pokud se zdrží kritiky vládnoucí rodiny.

Státní televizní a rozhlasové stanice vysílají většinu programů v arabštině. Existují i kanály vysílající v angličtině a rádio vysílající v hindštině. Vydavatelská společnost oblíbená u turistů, expatů a mladých obyvatel Bahrajnu, LocalBH, se zabývá turistickými atrakcemi, zábavou a aktuálními událostmi v Bahrajnu.

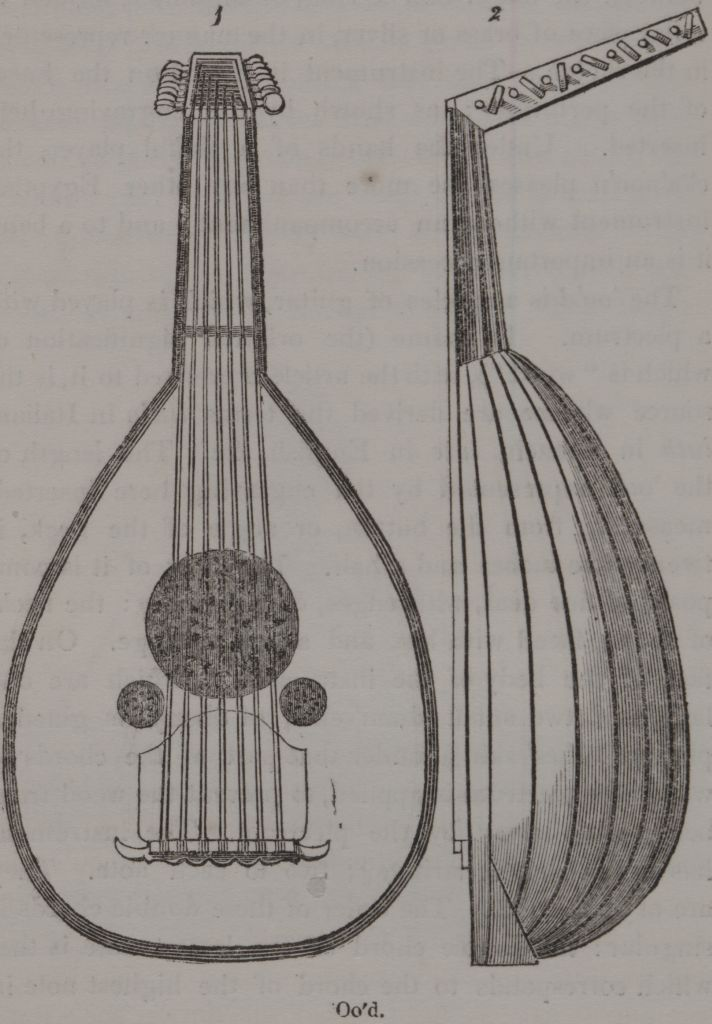
Úd

Mezi bahrajnské umění lze zařadit čtení Koránu, slavnostní tance doprovázené plochými bubny a vyprávění příběhů. Bahrajnští básníci jsou známí svými poetickými verši a pokračují v zavedených tradicích a zároveň prozkoumávají nová témata. Narození a svatby jsou v Bahrajnu provázeny rozsáhlými oslavami. Kromě toho jsou obyvatelé Bahrajnu umělecky zruční, což dokazují i lodě používané k rybaření a lovu perel. Vyrábí se zde rovněž tradiční šperky se složitými vzory.
V Bahrajnu je také možné se setkat se stylem arabské lidové hudby pocházející z oblasti Perského zálivu s názvem chalídžíja, který je v Bahrajnu hraný způsobem polyrytmů. Styl je ovlivněn africkou hudbou. Bahrajnská tradice lovu perel je známá i svými písněmi zvanými fudžarjí. Fudžarjí je tradiční hudební repertoár mužských lovců perel z Bahrajnu a zahrnuje zpěv, tleskání, bubnování a tance s hliněnými nádobami na vodu. Dále je v Bahrajnu možné setkat se i s hudbou a tancem zvaným líwa, který praktikují především komunity potomků východních Afričanů.
Hudba v Bahrajnu vychází z tradičních hudebních forem. Je propracovaná a opakující se. Mezi typické hudební nástroje patří úd (předchůdce loutny) a rebab (jednostrunný nástroj). V Bahrajnu rovněž existuje lidová taneční tradice. Ardha je mužský mečový tanec, který tradičně doprovázejí bubeníci a básník, jenž zpívá texty.
V Bahrajnu se natáčelo i několik celovečerních filmů. Prvním z nich je film Hamad a piráti z roku 1971 v produkci The Walt Disney Company. V tomto filmu jsou k vidění bahrajnské památky jako je Báb al-Bahrain a Míná’ Salmán. Dalším je dramatický film Bariéra, který režíroval Sám Muhammad az-Zuvádí. 
V Bahrajnu se slaví islámské náboženské svátky jako jsou ašúra, svátek přerušení půstu, svátek oběti, mawlid a ramadán. Mezi nenáboženské svátky patří Den nezávislosti, který se v Bahrajnu slaví 15. srpna.